# HD 134335
HD 134335 är en orange jätte i Björnvaktarens stjärnbild.
Den har visuell magnitud +5,80 och är synlig för blotta ögat vid god seeing.